# Tosin Cole
Tosin Cole (Florida, 23 luglio 1992) è un attore britannico.

## Biografia
Cole è nato in Florida, negli Stati Uniti, da genitori di origini Nigeriane. All'età di otto si trasferisce a Londra. Ha frequentato la Abbey Wood Secondary School di Greenwich, Londra. Ha lasciato la scuola prima del diploma di maturità per intraprendere la carriera di attore.
Sebbene Cole abbia la doppia cittadinanza britannica e americana, si considera britannico.

## Carriera
Nel 2009, prende parte a una produzione teatrale intitolata Wasted!, una riproduzione moderna del Giulio Cesare, prodotta dalla Intermission Theatre, una compagnia che aiuta gli adolescenti a stare lontani dalla criminalità. Nel 2010 recita nella terza stagione della serie The Cut, nel ruolo di Noah Achebe. Nel 2011, ha girato parti in due cortometraggi intitolati Me and My Dad e Jasmine.
Cole in seguito interpreta Sol Levi EastEnders: E20, uno spin-off della soap opera britannica EastEnders. Il ruolo richiedeva che Cole imparasse a ballare ed eseguisse la sua routine davanti al gruppo di ballo professionista Flawless nel finale della serie. Inseguito Cole disse che l'esperienza fu "molto, molto, molto stressante". Successivamente Cole decise di riprendere il ruolo nella terza stagione. È stato poi scelto come membro regolare del cast nella soap opera Hollyoaks nel ruolo di Neil Cooper.
Nel 2013 l'attore è apparso in un episodio della serie dramma della BBC Holby City nel ruolo di Keith Potts. Nel 2013 fece il suo primo ruolo cinematografico nel film Gone Too Far!, nel ruolo di Razer. Questo è stato seguito da un altro ruolo nel film Second Coming. Nel 2014 recita nella miniserie The Secrets. Nel 2015, Cole ha interpretato i personaggi di Djimon Adomakoh nel dramma di ITV Lewis e Kobina in un episodio della serie Versailles. Nello stesso anno appare brevemente nel film Star Wars: Il risveglio della Forza, nel del Tenente Bastian, un pilota di Ala-X.
Il 4 ottobre 2017, Cole ha recitato nel cortometraggio Father of Man. Ha poi interpretato Amjad nel film Codice Unlocked. Il 22 ottobre dello stesso anno, è stato annunciato che Cole è stato scelto per l'undicesima serie di Doctor Who, nel ruolo di Ryan Sinclair. Cole ha lasciato il ruolo nel 2021 facendo la sua ultima apparizione nello speciale di Capodanno "Revolution of the Daleks".
Nell'agosto 2022, Cole è stato scelto come protagonista insieme a un cast corale nella serie Supacell prodotta Netflix. La serie di sei episodi è stata rilasciata il 27 giugno 2024.

## Filmografia parziale

### Cinema
- Star Wars: Il risveglio della Forza (Star Wars: The Force Awakens), regia di J. J. Abrams (2015)
- Il codice del silenzio (Burning Sands), regia di Gerard McMurray (2017)
- Codice Unlocked (Unlocked), regia di Michael Apted (2017)
- The Souvenir, regia di Joanna Hogg (2019)
- The Souvenir: Part II, regia di Joanna Hogg (2021)
- Pirates, regia di Reggie Yates (2021)
- Ear for Eye, regia di Debbie Tucker Green (2021)
- Till - Il coraggio di una madre (Till), regia di Chinonye Chukwu (2022)
- House Party, regia di Calmatic (2023)
- Bob Marley - One Love, regia di Reinaldo Marcus Green (2024)

### Televisione
- The Cut – serie TV, 10 episodi (2010)
- EastEnders: E20 – serie TV, 3 episodi (2010-2011)
- Hollyoaks – serie TV, 84 episodi (2011-2012)
- Hollyoaks Later – serie TV, 5 episodi (2012)
- Holby City – serie TV, un episodio (2013)
- Lewis – serie TV, 2 episodi (2015)
- Versailles – serie TV, un episodio (2015)
- Doctor Who – serie TV, 22 episodi (2018-2021)
- 61st Street – serie TV, 8 episodi (2022)
- Supacell – serie TV, 6 episodi (2024-In corso)

## Doppiatori italiani
Nelle versioni in italiano delle opere in cui ha recitato, Tosin Cole è stato doppiato da:
- Raffaele Carpentieri ne Il codice del silenzio, House Party, Bob Marley - One Love
- Emanuele Ruzza in Doctor Who
- David Chevalier in Till - Il coraggio di una madre
- Flavio Aquilone in Supacell